# 18.ª Batería independiente de artillería ligera de Indiana

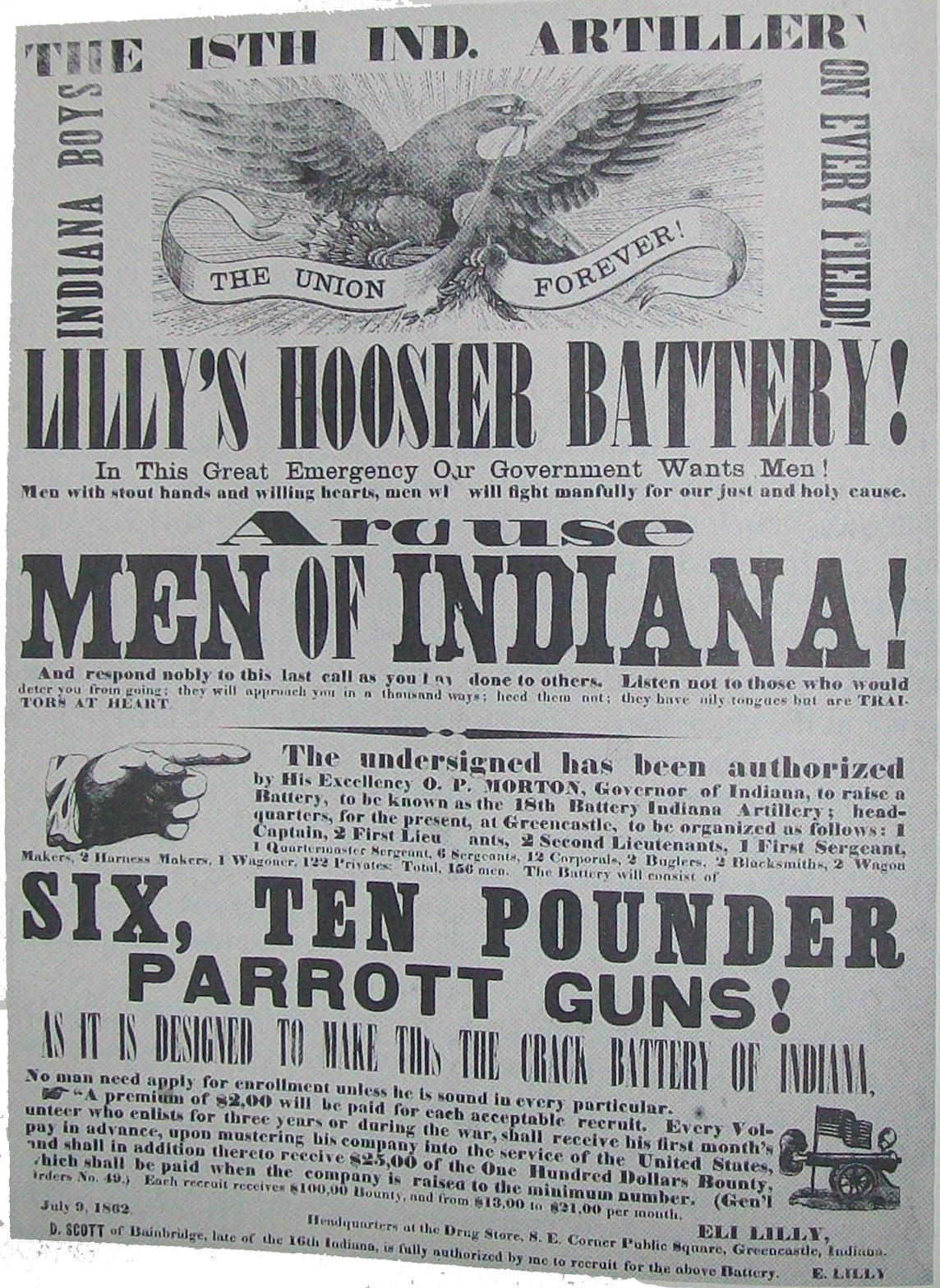
Uno de los carteles de reclutamiento de Eli Lilly.

La 18ª Batería independiente de artillería ligera de Indiana también conocida como la Lilly Battery (Batería de Lilly), fue un regimiento civil que se formó en Indiana durante la guerra civil estadounidense. Se creó a finales de 1860 por iniciativa de Eli Lilly, un farmacéutico de Indianápolis. Lilly había colocado carteles de reclutamiento alrededor de la ciudad y reclutó a los miembros del regimiento principalmente entre sus amigos y compañeros de clase.
La unidad consistía en seis cañones Parrot de diez libras y cientocincuenta hombres. Lilly fue elegido capitán de la unidad en agosto de 1862, cuando la unidad fue desplegada para unirse a la Brigada Relámpago comandada por el coronel John T. Wilder. La unidad entró por primera vez en combate en la Batalla de Hoover Gap y después estuvo en la Segunda Batalla de Chattanooga y la Batalla de Chickamauga. Los miembros de la unidad fueron enlistados por tres años y la mayoría fueron licenciados a finales de 1863. Algunos miembros, incluyendo a Lilly, se enlistaron de nuevo, pero fueron asignados a diferentes unidades.